# Lehliu Gară
Lehliu Gară é uma cidade da Romênia com 6.667 habitantes, localizada no judeţ (distrito) de Călăraşi.